# Phabricator
Phabricator és un paquet d'eines web de col·laboració de desenvolupament de programari, que inclou Differential, una eina de revisió diferencial de codi, Diffusion, un navegador de dipòsit de programari, Herald, una eina de monitorització de canvis, Maniphest, un sistema de seguiment d'errors i el wiki Phriction.
S'integra amb els sistemes de control de versions Git, Mercurial i Subversion. Està disponible com a programari lliure sota la llicència Apache, versió 2.
Phabricator es va desenvolupar inicialment com a eina interna a Facebook.
El seu desenvolupador principal és Evan Priestley, qui va abandonar Facebook per a continuar el desenvolupament de Phabricator a una nova empresa anomenada Phacility, que oferia instàncies de l'eina.
Alguns dels usuaris de Phabricator, són Facebook, Fundació Wikimedia, LLVM/Clang/LLDB (debugger)/LLD (linker), MemSQL, Quora i Uber.
El 29 de maig de 2021 Phacility anunciava que l'empresa deixaria d'operar i que deixaria de mantenir Phabricator en els propers mesos.